# Kriveni
Kriveni (en macédonien Кривени) est un village du sud-est de la Macédoine du Nord, situé dans la municipalité de Resen. Le village comptait 27 habitants en 2002.

## Démographie
Lors du recensement de 2002, le village comptait :
- Macédoniens : 27